# Ucha (Gericht)

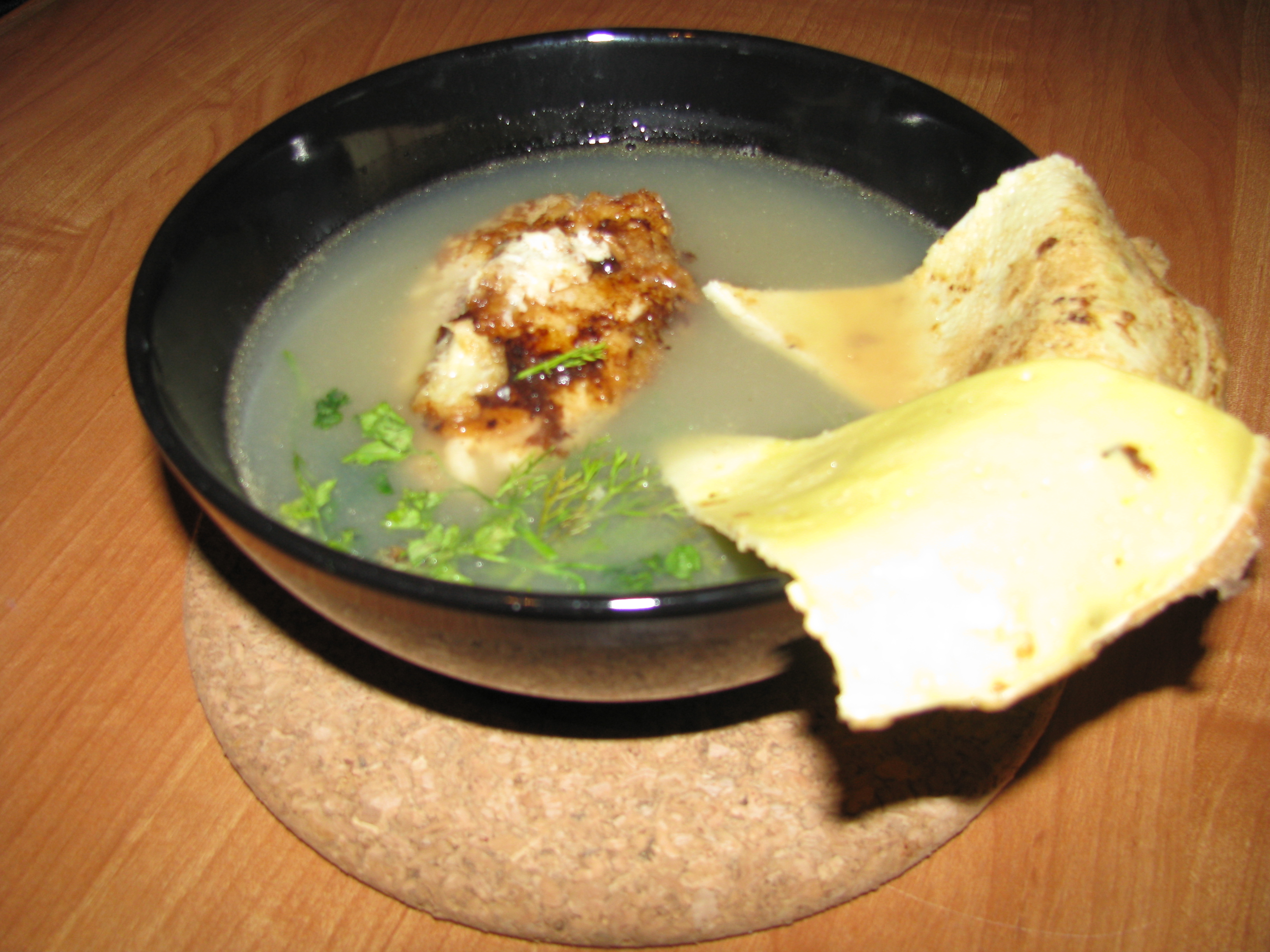
Ucha-Variante mit Backfisch (russ. Опеканная уха). Angerichtet mit gebratenem Zander in Teighülle aus Ei und Mehl.

Ucha (russ. уха́) ist eine klare russische Fischsuppe. Die Suppe kann Fisch und Kartoffeln, Rüben, Zwiebeln, Lauch, Salz, Dill, Petersilie und Lorbeerblätter enthalten. Ucha gilt als besonders typisch russische Suppe. Je nach Region variieren die Zutaten und Zubereitung sehr stark. Früher war Ucha der Inbegriff einer Suppe und wurde nicht zwingend aus Fisch gekocht, sondern konnte auch eine Geflügelsuppe bezeichnen.

## Zubereitung
Zuerst werden die Zutaten mit langer Garzeit in das Kochgefäß über der Flamme gegeben, danach der Fisch und zum Schluss die Kräuter.
In der klassischen Zubereitung wird besonderer Wert auf die Verwendung von frischem Fisch gelegt, da überlagerter Fisch die Brühe trübt. Nach Darra Goldstein („A Taste of Russia“) gilt dabei die kulinarische Maxime, dass „bony fish make ukha sweet“, was auf die geschmackliche Bedeutung grätenreicher Fischteile hinweist. Diese Aussage impliziert die Nutzung von Bestandteilen wie Gräten oder Fischköpfen, die traditionell für die Zubereitung einer geschmacksintensiven Brühe verwendet werden.